# Van Williams (muzyk)
Van Williams (ur. 5 grudnia 1966 w Nowym Jorku) – amerykański perkusista. Van Williams znany jest przede wszystkim z wieloletnich występów w zespole Nevermore, którego był członkiem w latach 1995-2011. Od 1997 roku występuje w formacji Pure Sweet Hell. Od 2012 roku jest członkiem zespołów Armageddon i Ashes of Ares.

## Instrumentarium
| Pearl MMX Maple - 10" x 8" tom - 12" x 9" tom - 13" x 10" tom - 13" x 5.5" snare - 16" x 16" floor tom - 2x 22" x 20" bass Naciągi - Evans EMAD2 Clear - Evans EQ3 Reso Black - Evans 300 - Evans G2 Coated - Evans EQ Pad |  | Talerze perkusyjne - 22" Sabian Professional Power Ride - 18" Sabian Professional Power China - 20" Sabian Professional Power China - 8" Sabian Rock Splash - 10" Sabian Rock Splash - 17" Sabian Rock Crash - 18" Sabian Rock Crash - 8" Sabian Raw Bell - 13" Sabian Rock Hats - 14" Sabian Regular Hats Pałki - Promark Naturals 5b |

## Dyskografia
Nevermore
- Nevermore (1995, Century Media Records)
- The Politics of Ecstasy (1996, Century Media Records)
- Dreaming Neon Black (1999, Century Media Records)
- Dead Heart in a Dead World (2000, Century Media Records)
- Enemies of Reality (2003, Century Media Records)
- This Godless Endeavor (2005, Century Media Records)
- The Obsidian Conspiracy (2010, Century Media Records)

Ashes of Ares
- Ashes of Ares (2013, Nuclear Blast)